# Libellule voluptueuse
Libellula incesta
Espèce
La libellule voluptueuse (Libellula incesta) est une espèce de libellules faisant partie de la famille des Libellulidae. Elle est présente dans l'est des États-Unis et du Canada (Ontario, Québec, Nouveau-Brunswick et Nouvelle-Écosse).

## Description
Libellula incesta mesure près de 50 mm. Le mâle mature se distingue par sa coloration bleutée dans les tons de gris ardoise. La femelle mature a un thorax brun en surface avec les côtés jaune grisâtre. Son abdomen est jaune à brun pâle avec une large ligne centrale noire. Les immatures des deux sexes ont un abdomen brun avec une ligne transversale noire. Cette libellule est active de juillet à août.

## Habitat
On retrouve la libellule voluptueuse dans les gravières, lacs et étangs, généralement en bordure de forêt. Elle résiste aux eaux légèrement polluées.

## Galerie

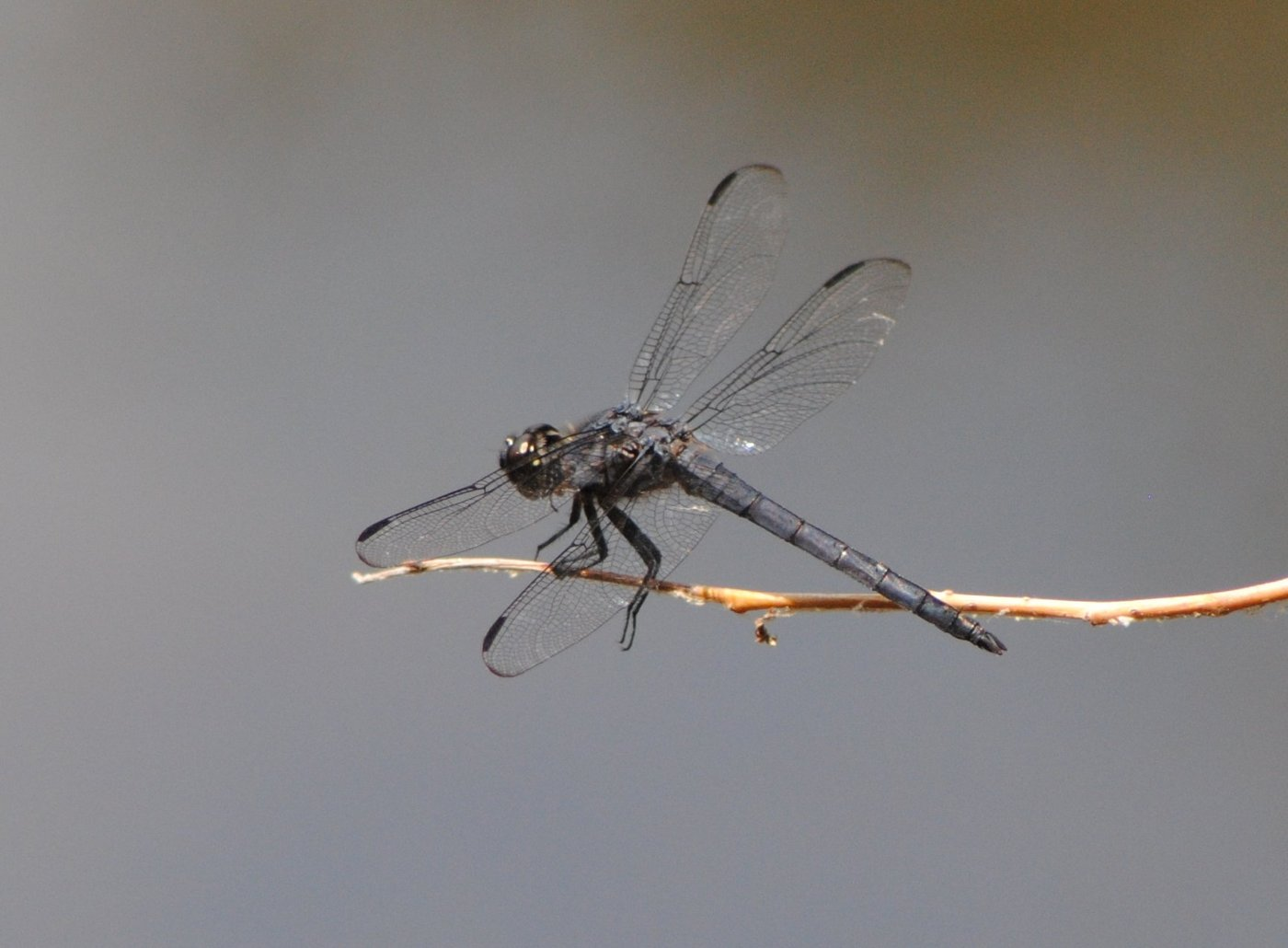
Mâle mature
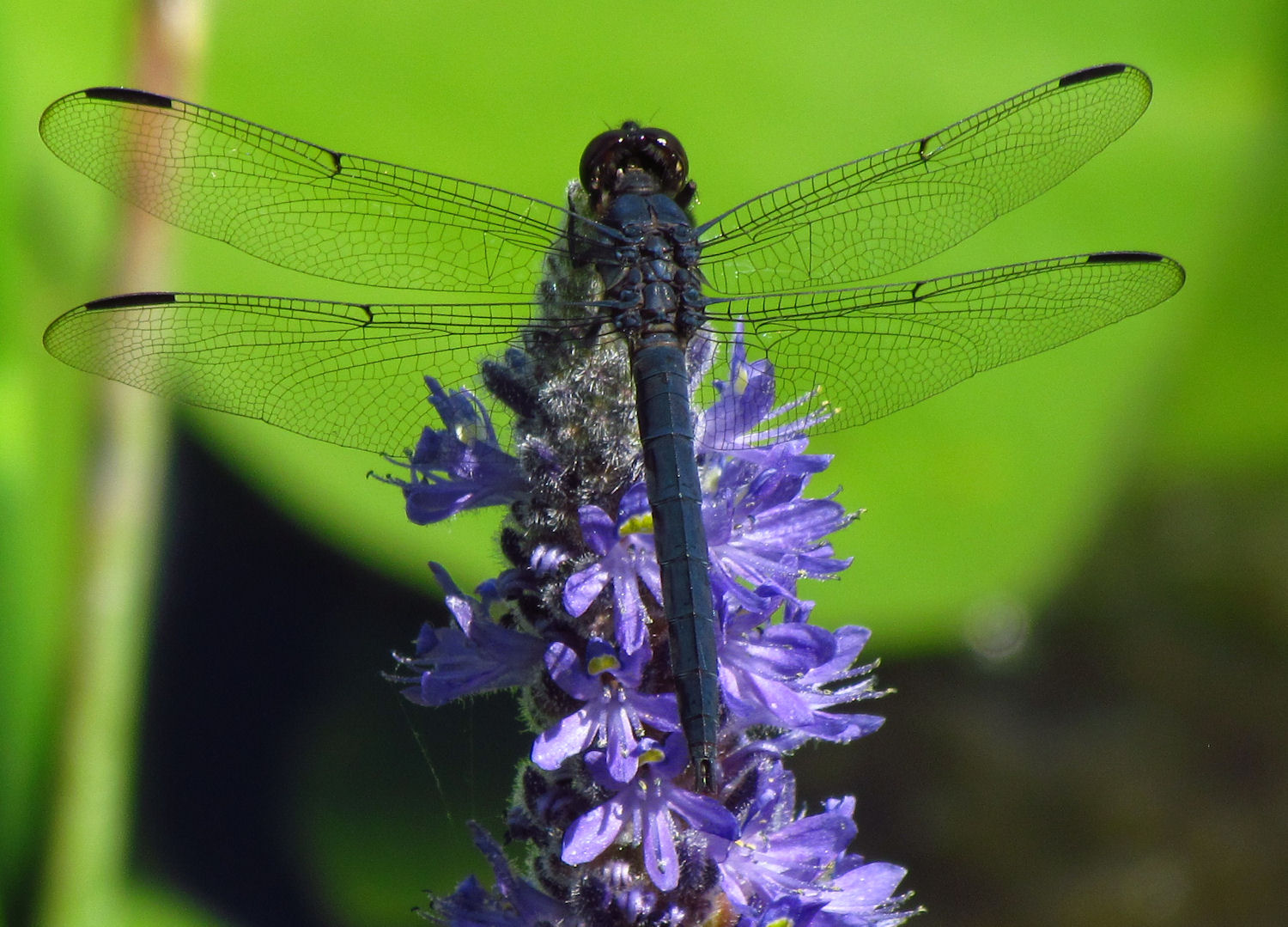
Mâle mature